# Скалино (станция, Вологодская область)
Скалино —  населённый пункт (тип: станция) в Грязовецком районе Вологодской области России, посёлок при станции  Скалино Вологодского региона Северной железной дороги.. Входит в состав Ростиловского муниципального образования, с точки зрения административно-территориального деления — в Плосковский сельсовет.

## География
Расстояние до районного центра Грязовца по автодороге — 45 км, до центра муниципального образования Ростилово по прямой — 29 км. Ближайшие населённые пункты — Висляково, Полянка, Скалино.

## История
Населённый пункт появился при строительстве железной дороги. В селении жили семьи тех, кто обслуживал железнодорожную инфраструктуру.
С 1 января 2006 года по 9 апреля 2009 года входила в Плосковское муниципальное образование)

## Население
| 2010 |
| ---- |
| 0    |

По переписи 2002 года население — 10 человек.

## Инфраструктура
Путевое хозяйство. Действует железнодорожная станция Скалино.

## Транспорт
Автомобильный и железнодорожный транспорт.